# Synagoge (Trondheim)

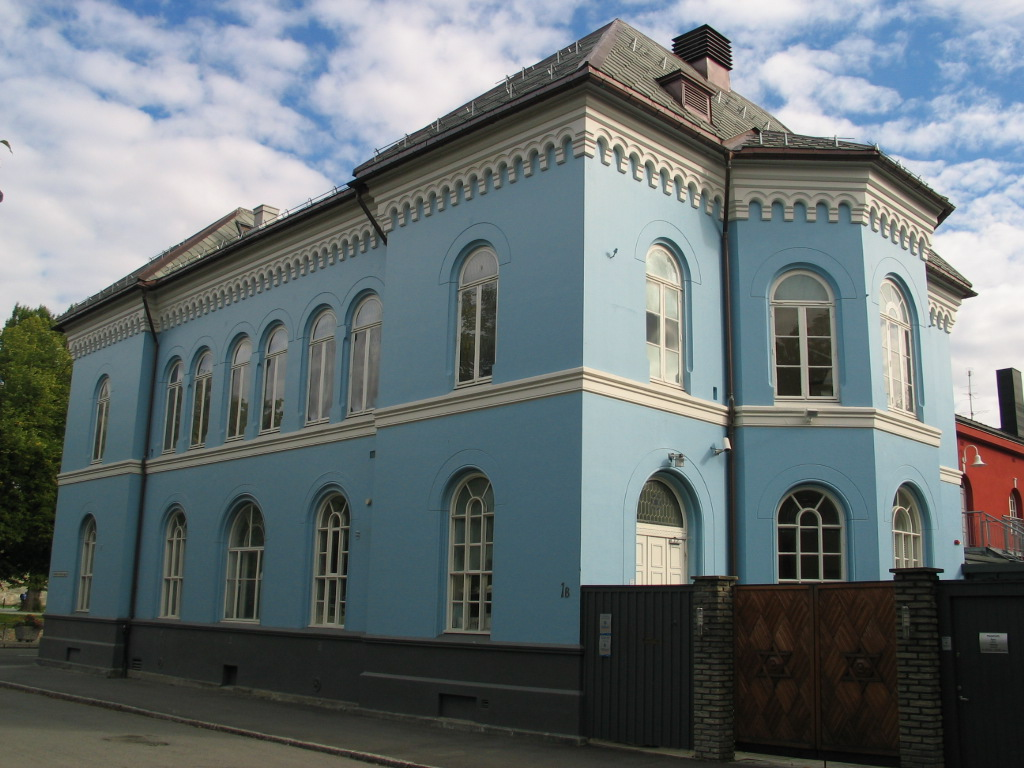
Synagoge in Trondheim

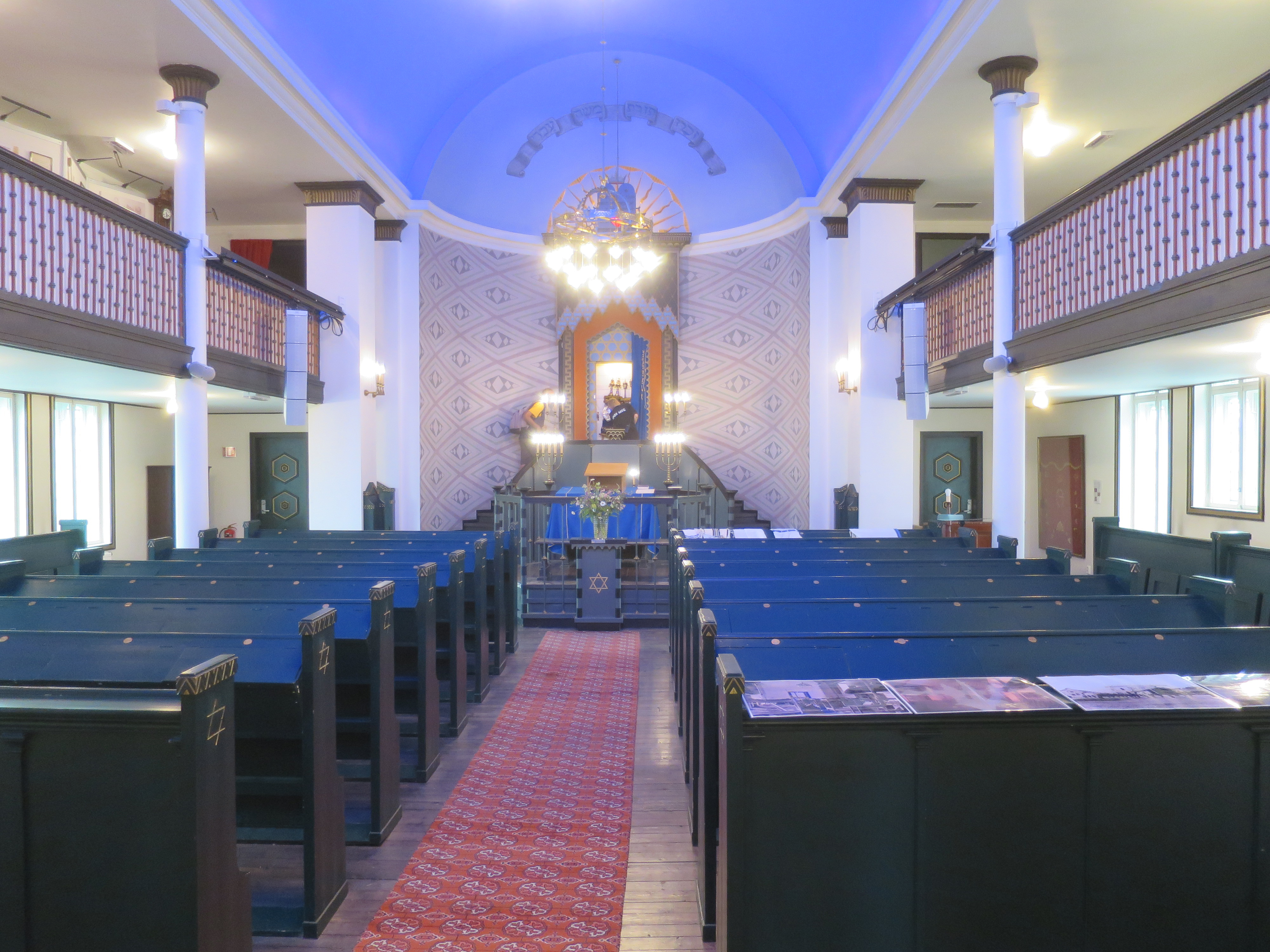
Innenansicht

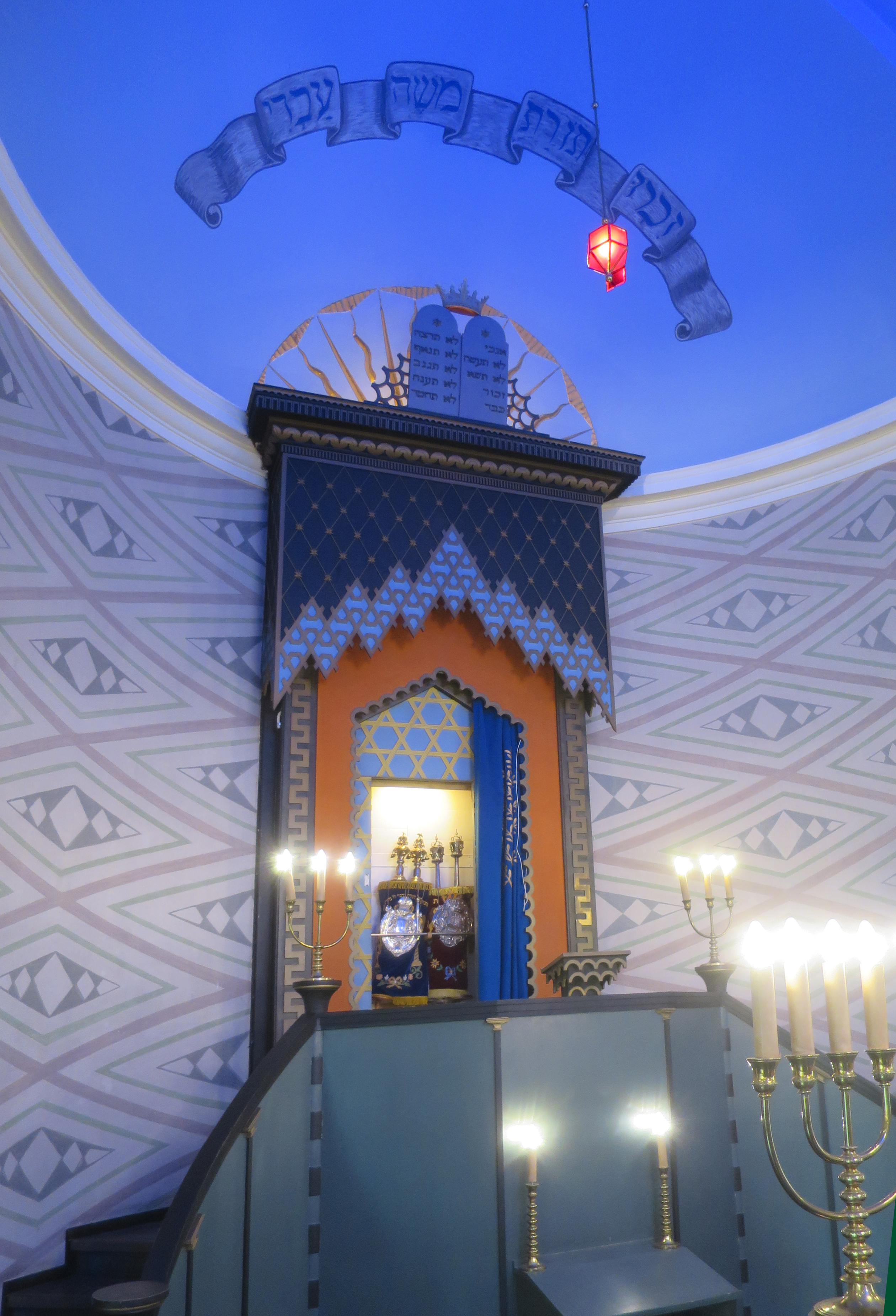
Tora-Schrein

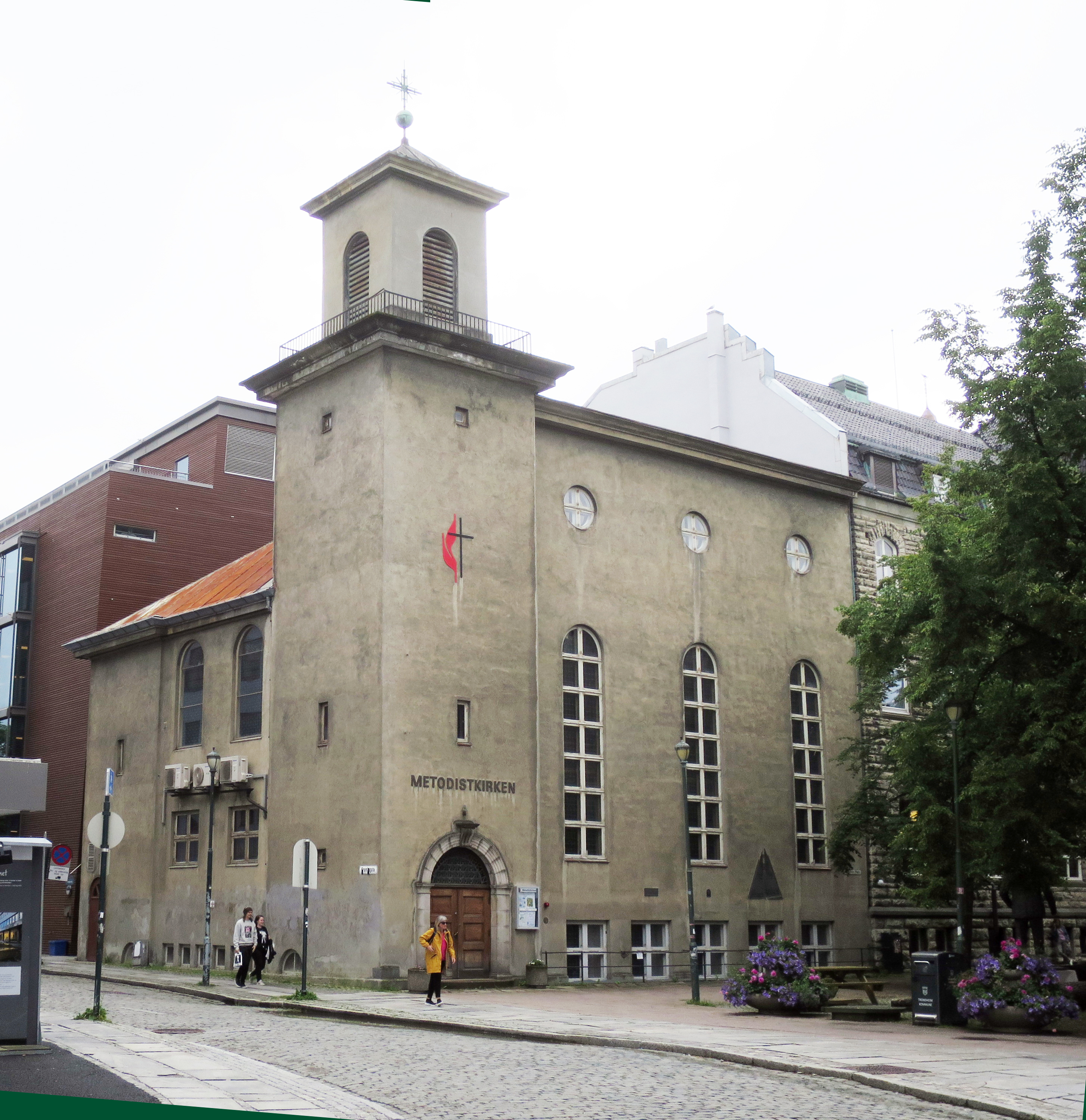
Methodistische Kirche Trondheim. Das obere Stockwerk diente 1941/42 als heimliche Notsynagoge der jüdischen Gemeinde

Die Synagoge Trondheim ist die Synagoge der Jüdischen Gemeinde in Trondheim und eine von zwei Synagogen, die es in Norwegen gibt. Die zweite Synagoge in Norwegen befindet sich in Oslo.

## Geografische Lage
Die Synagoge steht in der Arkitekt Christies gatan 1B, am südlichen Rand der Altstadt, die hier durch den Nidelva begrenzt wird. In unmittelbarer Nähe befinden sich der Nidarosdom und die römisch-katholische Domkirche St. Olav.

## Geschichte
Jüdische Einwanderung nach Trondheim – vornehmlich aus dem Kaiserreich Russland – gab es ab den 1880er Jahren. Die Jüdische Gemeinde in Trondheim wurde offiziell 1905 gegründet. 1924 kaufte sie das ehemalige Empfangsgebäude des ersten Trondheimer Bahnhofs, eines Kopfbahnhofs. Dessen Architekt war Georg Andreas Bull. Der Bahnhof war 1864 in Betrieb genommen worden. Nach der Eröffnung des neuen Hauptbahnhofs Trondheim Sentral 1884 wurde es für den Eisenbahnbetrieb aufgegeben. Den ersten Stock des Gebäudes gestaltete die Gemeinde komplett um – Architekt war Jakob Parelius Holmgren – und baute hier den Synagogen-Saal ein, der sich fast über die gesamte Länge des Gebäudes erstreckt. Er war für den orthodoxen Gottesdienst eingerichtet, an dem Männer und Frauen getrennt teilnahmen. Deshalb enthält der Saal eine Empore, die für die Frauen bestimmt war. Diese getrennte Teilnahme am Gottesdienst ist heute in der Gemeinde in Trondheim nicht mehr üblich. Die Synagoge wurde am 13. Oktober 1925 eingeweiht. 1933 wurde im Keller des Gebäudes noch eine Mikwe eingebaut, die bis zum Zweiten Weltkrieg genutzt wurde und heute Teil des Museums ist.
Nach der Besetzung Norwegens im Zweiten Weltkrieg durch die deutsche Wehrmacht 1940 setzte sofort auch die Verfolgung der etwa 1300 Norweger „jüdischer Abstammung“ ein. Die Synagoge wurde 1941 beschlagnahmt. Die deutsche Wehrmacht nutzte das Gebäude unter anderem als Truppenunterkunft. In dieser Situation ermöglichte es die Methodistische Gemeinde in Trondheim Mitgliedern der Jüdischen Gemeinde, in der dortigen methodistischen Kirche jüdische Gottesdienste zu halten. Im Dachgeschoss der Kirche wurde geheim eine provisorische Synagoge eingerichtet. Kultgerät und Torarollen wurden dort vor dem Zugriff der deutschen Besatzer und ihrer norwegischen Komplizen versteckt, als die Mitglieder der Jüdischen Gemeinde 1942 deportiert wurden. Nur ganz wenige Gemeindeglieder kehrten aus dem Holocaust zurück.
Nach dem Zweiten Weltkrieg wurde die Synagoge restauriert und 1947 eingeweiht und die in der methodistischen Gemeinde versteckten Kultgeräte und Torarollen wurden wieder zurückgebracht. 1997 erhielt auch das Jüdische Museum Trondheim einen Platz in dem Gebäude und nutzt dort Erdgeschoss und Keller.

## Gegenwart
Die Synagoge ist die nördlichste in Europa. Die Zahl der Gemeindeglieder ist allerdings sehr klein, wenn auch das Einzugsgebiet der Gemeinde riesig ist und sich von einem Bereich südlich von Dombås bis (theoretisch) Spitzbergen erstreckt und eine Längenausdehnung von etwa 2000 km hat. Die Zahl der Gemeindeglieder liegt im unteren dreistelligen Bereich, so dass in der Regel ein Minjan – die Mindestzahl von zehn religionsmündigen Männern, die für einen Gottesdienst erforderlich ist – nicht zustande kommt. Die Gemeinde trifft sich einmal im Monat zum Gebet in der Synagoge. 2023 feierte die Gemeinde – erstmals seit etwa zehn Jahren – wieder eine Bar Mitzwa.